# Delahaye Type 36

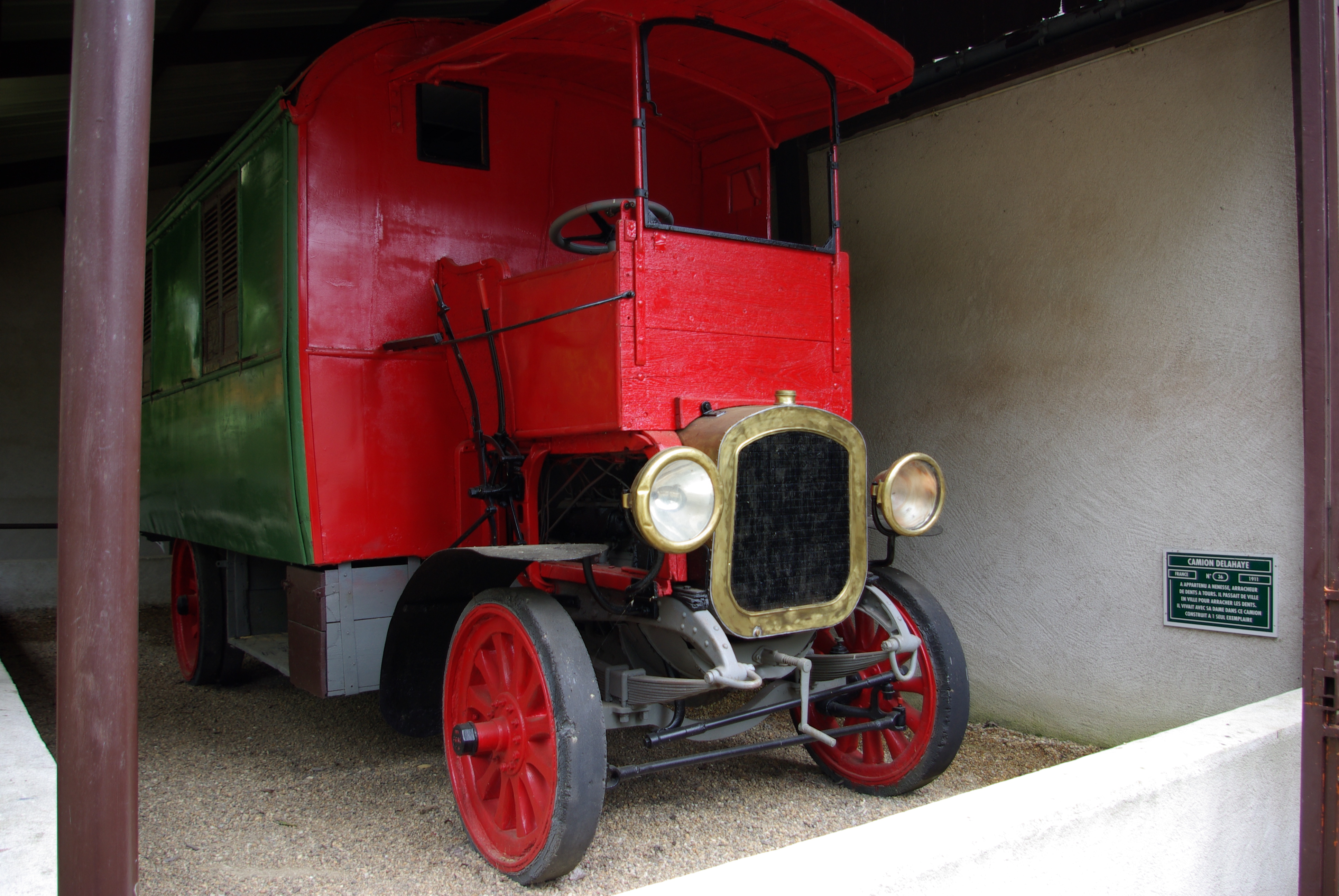
Delahaye Type 36 als Lkw

Der Delahaye Type 36 ist ein frühes Nutzfahrzeug-Modell. Hersteller war Automobiles Delahaye in Frankreich.

## Beschreibung
Die Basisausführung gab es von etwa 1907 bis 1910. Es ist ein Frontlenker, also ohne Vorbau für den Motor vor dem Fahrer; nur der Wasserkühler reicht nach vorn über den Aufbau hinaus. Der Motor ist weit unter das Führerhaus gerückt, sodass der Fahrer sehr hoch sitzt.
Von 1909 bis 1910 gab es zusätzlich die Versionen Type 36 C und Type 36 OM. Der erstgenannte war ein Lkw, der zweite ein Omnibus. Bekannt sind eine Motorleistung von 24 PS und eine Nutzlast von 3,5 Tonnen.
Der Omnibus hat 20 bis 24 Sitzplätze. 25 km/h Höchstgeschwindigkeit sind möglich.